# Thamnodrilus gulielmi
Thamnodrilus gulielmi är en ringmaskart som beskrevs av Frank Evers Beddard 1887. Thamnodrilus gulielmi ingår i släktet Thamnodrilus och familjen Glossoscolecidae. Inga underarter finns listade i Catalogue of Life.